# 泛美航空830號班機爆炸事件
泛美航空830號班機（PA830）是由東京成田國際機場經檀香山飛往洛杉磯的跨太平洋國際定期航班。1982年8月11日，註冊編號為N754PA的波音747在執行PA830航班由成田飛往檀香山的途中，放置在機上的一枚炸彈突然爆炸，一名日本乘客遇難，飛機也緊急降落檀香山國際機場。

## 事故經過
這架由成田機場起飛的波音747-121在距夏威夷西北約225公里的36,000英尺（11,000）高處航行時，客艙後部一個座椅的椅墊下放置的炸彈發生爆炸，該座位上的一名16歲日本籍乘客當場死亡，包括其父母在內的16人也在爆炸衝擊中受傷，客艙的天花板和地板亦因此受損，艙內急速減壓。飛機最後成功在檀香山緊急著陸。

## 襲擊者
PA830班機上的炸彈由約旦籍5月15日組織成員穆罕默德·拉希德（Mohammed Rashed）放置。1988年，拉希德在希臘被捕，因謀殺的罪名被判處15年監禁，1996年被假釋，兩年後又從埃及被引渡至美國受審。2006年，拉希德因認罪協商在科羅拉多州一監獄被關押七年，2013年3月獲釋。
阿布·易卜拉欣（真名侯賽因·穆罕默德·奧馬里）也被認為與此次爆炸案有關，於2009年被联邦调查局列為通緝要犯。2009年11月24日，美國國務院宣佈懸賞500萬美元捉拿時年73歲的阿布·易卜拉欣，而此前的20萬美元懸賞並無效果。

## 肇事飛機
肇事的波音747於1970年5月15日首飛，11天後交付泛美航空，生產線編號47。該機修復之後重投運營，1987年從泛美航空退役，其後先後輾轉盧森堡貨運航空、盧森堡獅航、法國航空和科西嘉國際航空，退役後於1996年電影《最高危機》（又譯《747絕地悍將》）中作為道具使用，在片中屬於一間虛構航空公司海洋航空。

## 類似事故
- 泰國國際航空620號班機爆炸事件
- 菲律賓航空434號班機爆炸事件

## 外部連結
- U.S. Department of Justice （页面存档备份，存于） Jordanian Man Sentenced in 1982 Bombing Of Pan Am Flight From Tokyo To Honolulu
- Airliners.Net （页面存档备份，存于） 涉事客機照片
- AP Investigation: Terrorist eludes US in Iraq, by Adam Goldman and Randy Herschaft （页面存档备份，存于）  美聯社 2009年4月5日